# باشگاه فوتبال ایلائوآ و توئوماتا
ایلائوآ و توئوماتا یک تیم فوتبال از پاگو پاگو، ساموآی آمریکا است. آنها در لیگ بزرگسالان ساموآی آمریکا بازی می‌کنند.